# Томилин, Сергей Аркадьевич
Сергей Аркадьевич Томилин (1877—1952) — советский украинский учёный, доктор медицинских наук, специалист в области социальной гигиены и демографии, медицинской статистики и истории медицины, фитотерапии.

## Биография

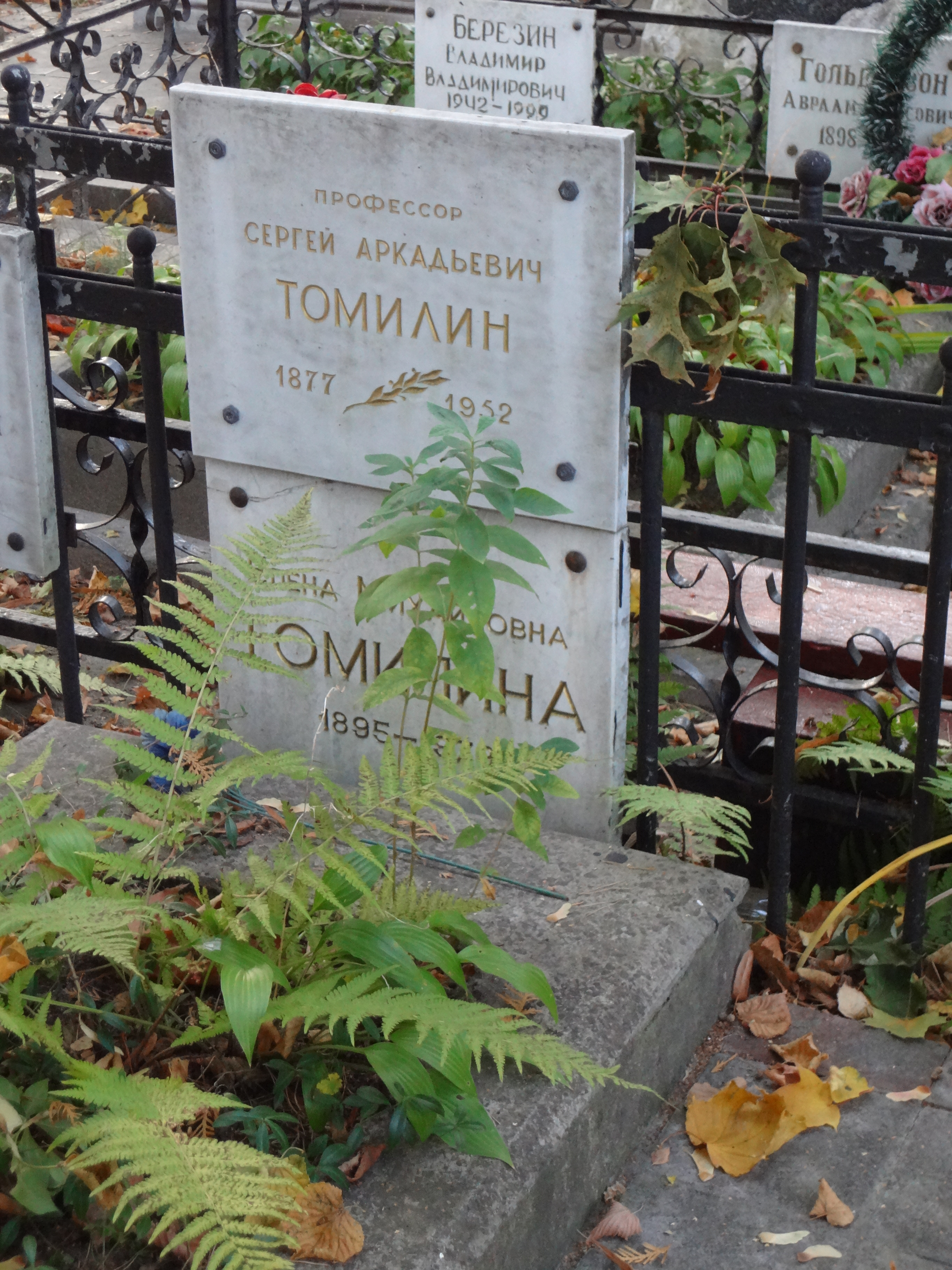
Могила С. А. Томилина

Родился 7 (19) октября 1877 года в Сувалках, где его отец служил аудитором (военным юристом) в кавалерийском полку. В 1877 году отец был назначен военным следователем Виленского военного округа, а затем был переведён в Ригу. Здесь Сергей окончил с серебряной медалью рижскую Александровскую гимназию (1895). Поступил в Петербургскую Военно-медицинскую академию, где проучился несколько лет, но взяв свидетельство о болезни, уехал в Кёнигсберг — к профессору Фалькенгейму, а затем — в Гейдельбергский университет. Вернувшись в Россию, он  с удивлением узнал об исключении из академии за участие в студенческих волнениях. Также он был взят под негласное наблюдение полиции. Тем не менее, спустя несколько месяцев Томилин переехал в Москву и на медицинском факультете Московского университета в 1901 году завершил своё медицинское образование. Здесь за сочинение на тему, объявленную факультетом «Стерилизация молока. Польза и вред стерилизации в деле искусственного вскармливания детей» 12 января 1901 года на торжественном актовом заседании факультета он получил серебряную медаль. Это сочинение стало его первым опытом научной работы.
Работал в Виленской губернии в летучем санитарном отряде по борьбе с эпидемическими болезнями. Приглашённый младшим ординатором Виленского госпиталя Красного креста, он был на Дальнем Востоке во время русско-японской войны с мая 1904 г. по октябрь 1905 г. За отличную службу и труд награждён  знаком Красного креста и серебряной медалью Красного креста, темно-бронзовой медалью в память русско-японской войны. После войны в 1906 году он сдал государственные экзамены в Новороссийском университете в Одессе и получил звание «лекаря с отличием».
Осенью 1907 года по приглашению Екатеринославского губернского земства он принял должность санитарного земского врача и был командирован в Александровский уезд в распоряжение местной земской управы, где работал до Первой мировой войны. В это время он начал разработку проблем санитарной статистики и демографии. За работу по борьбе с холерной эпидемией в 1910 году в Екатеринославской губернии награждён орденом Св. Станислава 3-й степени; в 1912 году за активное участие в противоэпидемических мероприятиях он был награждён орденом Св. Станислава 2-й степени. Впоследствии он был награждён орденом Св. Анны 3-й степени.
В 1922 году он переехал в Харьков. По его инициативе в 1923 году в Харьковском медицинском институте была создана одна из первых кафедр социальной гигиены, которую он возглавлял на протяжении 1925—1932 годов; с 1926 года в звании профессора.
С 1934 года работал в Киеве, научным сотрудником Киевского института демографии и санитарной статистики АН УССР. В это же время он возглавлял отдел статистики Института туберкулёза (1938—1945), а затем —  отдел статистики Украинского института эпидемиологии и микробиологии (1945—1952).
Внёс большой вклад в изучение эхинацеи. Он рекомендовал эхинацею при депрессии, психическом и физическом переутомлении, ангине, тонзиллите, хрониосепсисе, параметрите, воспалительных заболеваниях внутренних органов, острых и хронических инфекционных заболеваниях (брюшном тифе, дифтерии, рожистом воспалении, остеомиелите, церебральном менингите), а также при ранах, язвах голени, ожоге.
Умер 19 июля 1952 года. Похоронен на Лукьяновском кладбище.